# Saison 1981-1982 de l'Élan sportif chalonnais
Saison 1981-1982 de l'Élan chalon en Nationale 3, avec une première place et un titre de vice-champion de France.

## Effectifs
| Nationalité | Joueur                 | Taille |
| ----------- | ---------------------- | ------ |
|             | Dominique Juillot      | 1,78 m |
|             | Roland Blondel         | 1,81 m |
|             | Jean-François Chaumard | 1,80 m |
|             | Alain Deborde          | 1,81 m |
|             | Patrick Martin         | 1,85 m |
|             | Yannick Guichard       | 2,00 m |
|             | Bernard Sangouard      | 1,92 m |
|             | Bruno Bader            | 1,89 m |
|             | Stéphane Kossman       |        |
|             | Laroute                |        |
|             | Yves Duvernois         | 1,91 m |
|             | John Dearman           | 2,06 m |

- Entraineur :  Dominique Juillot

## Matchs

### Championnat

#### Matchs aller
- Vaulx-en-Velin / Chalon-sur-Saône : 67-50[1]
- Chalon-sur-Saône / Auxerre : 107-62[2]
- Cournon / Chalon-sur-Saône : 83-103[3]
- Chalon-sur-Saône / Bourg-en-Bresse : 107-64[3]
- Autun / Chalon-sur-Saône : 89-105[4]
- Chalon-sur-Saône / Cran : 116-77[4]
- Montferrand / Chalon-sur-Saône : 89-79[4]
- Chalon-sur-Saône / Saint-Vallier : 102-64[4]
- Bourges / Chalon-sur-Saône : 65-102[5]

#### Matchs retour
- Chalon-sur-Saône / Vaulx-en-Velin : 81-67[6]
- Auxerre / Chalon-sur-Saône : 94-95[7]
- Chalon-sur-Saône / Cournon : 109-59[7]
- Bourg-en-Bresse / Chalon-sur-Saône : 79-79[8]
- Chalon-sur-Saône / Autun : 86-77[9]
- Cran / Chalon-sur-Saône : 77-81[10]
- Chalon-sur-Saône / Montferrand : 100-84[11],[10]
- Saint-Vallier / Chalon-sur-Saône : 80-120[12]
- Chalon-sur-Saône / Bourges : 122-72[13]

Extrait du classement de Nationale 3 (Poule H) 1981-1982